# 富山県道259号北高木立野線
富山県道259号北高木立野線（とやまけんどう259ごう きたたかぎたてのせん）は、富山県砺波市と高岡市を結ぶ一般県道（富山県道）である。

## 概要
- 始点：富山県砺波市北高木字大宮1412の9[1]（＝北高木交差点・富山県道48号福光福岡線交点、富山県道258号北高木出町線起点）[2]
- 終点：富山県高岡市立野字堂島3196の1[1]（＝寺町交差点・国道8号交点）

## 歴史
- 1977年（昭和52年）3月1日：路線認定[1]。

## 接続道路
- 富山県道48号福光福岡線、富山県道258号北高木出町線（砺波市高波・北高木交差点：起点）[3]
- 富山県道9号富山戸出小矢部線（高岡市醍醐・横越交差点）
- 富山県道358号横越大滝線（高岡市醍醐・醍醐横越下交差点）
- 富山県道251号本保福岡線（高岡市上開発）
- 富山県道251号本保福岡線（高岡市上開発）
- 国道8号（高岡市立野・寺町交差点：終点）

## 重複区間
- 富山県道251号本保福岡線（高岡市上開発地内）

## 通過する自治体
- 富山県
  - 砺波市 - 高岡市

## 周辺
- 砺波市高波公民館
- 高岡市醍醐会館
- だいご苑
- 北陸新幹線
- ボールパーク高岡
- 高岡市立千鳥丘小学校
- あいの風とやま鉄道線